# Grupo Thathi de Comunicação
Grupo Thathi de Comunicação (ou simplesmente Grupo Thathi) é um conglomerado de mídia brasileiro. Sua sede está localizada em Ribeirão Preto, São Paulo.

## História
Foi fundado em 1991 pelo empresário libanês naturalizado brasileiro Chaim Zaher. Recebeu o nome atual em 1993, em homenagem a Thalita, Thamila, Thiciana e Thiara, filhas de Chaim.
Em 2020, o grupo adquiriu a TVB Campinas (afiliada à Record), a TVB Litoral (afiliada à Band), a rede de rádios Novabrasil FM e demais empresas de comunicação do Grupo Solpanamby, da família Quércia.
Em 22 de outubro de 2024, o Grupo Thathi adquiriu os 60% das ações do SBT Interior, afiliada do SBT em Araçatuba, São Paulo, que até então eram pertencentes ao Grupo Destro, do empresário paranaense João Destro.

## Empresas

### Televisão
- TH+ TV
- TH+ Band Litoral (afiliada à Band)
- TH+ Record Campinas (afiliada à Record)
- TH+ SBT Interior (afiliada ao SBT)
- TH+ SBT Vale (afiliada ao SBT)

### Rádio
- Novabrasil FM
  - Novabrasil FM São Paulo
  - Novabrasil FM Brasília
  - Novabrasil FM Salvador
  - Novabrasil FM Campinas
- Nova Paradiso FM
- Rádio Central

### Antigas empresas
- TV Thathi Limeira